# Stage Door Canteen
Stage Door Canteen is een Amerikaanse zwart-witte propaganda- en musicalfilm uit 1943. De film werd geregisseerd door Frank Borzage.
De film speelt tijdens de Tweede Wereldoorlog. De (historische) Stage Door Canteen was een plek in New York waar geallieerde militairen (niet alleen Amerikanen) zich (beschaafd) konden ontspannen. De ontvangst en bediening, en het entertainment, gebeurde door Broadway- en filmsterren die op deze manier een bijdrage leverden aan de oorlogsinspanning. Toegang en consumpties waren gratis voor iedereen in militair uniform. In het westen van de VS was de vergelijkbare Hollywood Canteen met Hollywood-sterren. Ook daarvan is een (gelijknamige) film gemaakt.
De film kent een vrij kale verhaallijn. De nadruk ligt vooral op de vele sketches en de muziek. De film is een tijdscapsule met vele bekende Broadway- en filmsterren en dito bands die een cameo in de film hadden. Bijvoorbeeld Ray Bolger, Katharine Hepburn, Harpo Marx en Johnny Weissmuller.